# Ёнтала (приток Юлы)
Ёнтала — река в Виноградовском районе Архангельской области, левый приток реки Юлы (бассейн Пинеги). Длина реки составляет 18 км.
Образуется слиянием рек Северная Ёнтала и Южная Ёнтала. Впадает в реку Юла.

## Притоки
- Нижняя Атья (правый)[3]
- Верхняя Атья (правый)[3]
- Нижняя Хонгова (правый)[3]
- Верхняя Хонгова (правый)[3]
- Северная Ёнтала (правый)[3]
- Южная Ёнтала (левый)[3]